# Kamonwan Buayam
Kamonwan Buayam (* 15. Februar 1996 in Chon Buri) ist eine thailändische Tennisspielerin.

## Karriere
Buayam spielt hauptsächlich Turniere auf der ITF Women’s World Tennis Tour, bei der sie bislang zwei Einzel- und drei Doppeltitel gewinnen konnte. Ihr Debüt auf der WTA Tour gab sie 2015 bei den PTT Thailand Open an der Seite ihrer Landsfrau Luksika Kumkhum. Sie verloren bereits in Runde eins ihr Doppel gegen die ebenfalls thailändische Paarung Nicha Lertpitaksinchai/Peangtarn Plipuech.
Ihre besten Weltranglistenpositionen erreichte sie im Einzel im Mai 2016 mit Rang 343 sowie im Doppel im Februar 2017 mit Platz 310.
Im Jahr 2016 spielte Buayam erstmals für die thailändische Fed-Cup-Mannschaft; ihre Fed-Cup-Bilanz weist inzwischen zwei Siege bei drei Niederlagen aus.

## Turniersiege

### Einzel
| Nr. | Datum           | Turnier | Kategorie   | Belag     | Finalgegnerin        | Ergebnis      |
| --- | --------------- | ------- | ----------- | --------- | -------------------- | ------------- |
| 1.  | 6. Juni 2015    | Bangkok | ITF $10.000 | Hartplatz | Nicole Collie        | 6:4, 6:3      |
| 2.  | 3. Oktober 2015 | Bangkok | ITF $15.000 | Hartplatz | Varunya Wongteanchai | 6:1, 4:6, 6:2 |

### Doppel
| Nr. | Datum           | Turnier             | Kategorie   | Belag     | Partnerin         | Finalgegnerinnen                         | Ergebnis         |
| --- | --------------- | ------------------- | ----------- | --------- | ----------------- | ---------------------------------------- | ---------------- |
| 1.  | 29. August 2015 | Scharm asch-Schaich | ITF $10.000 | Hartplatz | Victoria Muntean  | Wang Danni Yu Yuanyi                     | 7:5, 6:4         |
| 2.  | 17. März 2018   | Scharm asch-Schaich | ITF $15.000 | Hartplatz | Angelina Gabujewa | Laura-Ioana Andrei Julia Terziyska       | 1:6, 6:4, [10:5] |
| 3.  | 24. März 2018   | Scharm asch-Schaich | ITF $15.000 | Hartplatz | Angelina Gabujewa | Jodie Anna Burrage Jacqueline Cabaj Awad | 7:5, 5:7, [10:7] |